# Tortuera
Tortuera – gmina w Hiszpanii, w prowincji Guadalajara, w Kastylii-La Mancha, o powierzchni 82,21 km². W 2011 roku gmina liczyła 226 mieszkańców.